# NGC 5678
NGC 5678 (również PGC 51932 lub UGC 9358) – galaktyka spiralna z poprzeczką (SBb), znajdująca się w gwiazdozbiorze Smoka. Odkrył ją William Herschel 17 kwietnia 1789 roku. Jest to galaktyka z aktywnym jądrem.